# Septembrie 1993
Acest articol este generat integral pe baza informațiilor din articolul 1993 și este actualizat periodic de un robot.
 Editările făcute în articol vor fi șterse la următoarea actualizare! Dacă doriți să faceți modificări, editați articolul-sursă.

ianuarie -
februarie -
martie -
aprilie -
mai -
iunie -
iulie -
august -
septembrie -
octombrie -
noiembrie -
decembrie
Septembrie 1993 a fost a noua lună a anului și a început într-o zi de miercuri.

## Evenimente
- 13 septembrie: Organizația pentru Eliberarea Palestinei a decretat sărbătoare națională ziua de 13 septembrie, când, la Washington, Israelul și OEP au semnat acordul de autoguvernare palestiniană în Gaza și Ierihon.
- 17 septembrie: S-a lansat versiunea pan-europeană a Cartoon Network/TNT Classic Movies  (devenit TCM) .
- 21 septembrie: Începe criza constituțională rusă.
- 26 septembrie: Alain Prost își câștigă al patrulea titlu mondial în Formula 1.
- 29 septembrie: Un cutremur în Maharashtra, India provoacă în jur de 10.000 de decese.

## Nașteri
- 1 septembrie: Sergio Rico González, fotbalist spaniol (portar)
- 2 septembrie: Ljuban Crepulja, fotbalist croat
- 3 septembrie: Dominic Thiem, jucător austriac de tenis
- 4 septembrie: Yannick Ferreira Carrasco, fotbalist belgian (atacant)
- 4 septembrie: Aslan Karațev, jucător de tenis rus
- 9 septembrie: Charlie Stewart, actor american
- 10 septembrie: Ruggero Pasquarelli, prezentator, actor și cântăreț italian
- 13 septembrie: Alexandru Mihail Băluță, fotbalist român
- 13 septembrie: Niall Horan, cântăreț și compozitor irlandez
- 16 septembrie: Metro Boomin (n. Leland Tyler Wayne), muzician american
- 20 septembrie: Julian Draxler, fotbalist german
- 21 septembrie: Ante Rebić, fotbalist croat (atacant)
- 27 septembrie: Monica Puig, jucătoare portoricană de tenis
- 29 septembrie: Oleh Verneaiev, sportiv ucrainean (gimnastică artistică)

## Decese
Maria Apostol, 39 ani, interpretă română de muzică populară din zona Olteniei (n. 1954)
Eugen Barbu, 69 ani, scriitor român (n. 1924)
Raymond Burr (Raymond William Stacy Burr), 76 ani, actor canadian (n. 1917)
Geo Bogza, 85 ani, scriitor, jurnalist și poet român, membru titular al Academiei Române (n. 1908)
Silvia Popovici, 60 ani, actriță română (n. 1933)
József Pataki, 84 ani, istoric maghiar (n. 1908)
Walter Kubilius, 74 ani, scriitor american de literatură SF (n. 1918)
Coloman Maioreanu, 82 ani, economist român (n. 1911)
Dumitru Pavlovici, 81 ani, fotbalist român (n. 1912)
Gordon Douglas, regizor de film american (n. 1907)